# Буковлык
Буковлык (болг. Буковлък) — село в Болгарии. Находится в Плевенской области, входит в общину Плевен. Население составляет 3 965 человек.

## Политическая ситуация
В местном кметстве Буковлык, в состав которого входит Буковлык, должность кмета (старосты) исполняет Росен Георгиев Русанов (независимый) по результатам выборов.
Кмет (мэр) общины Плевен — Найден Маринов Зеленогорски (коалиция в составе 3 партий: Демократы за сильную Болгарию (ДСБ), Болгарский земледельческий народный союз (БЗНС), Союз демократических сил (СДС)) по результатам выборов.